# Барское (Рязанская область)
Барское — деревня в Клепиковском районе Рязанской области. Входит в состав Ненашкинского сельского поселения.

## География
Находится в северной части Рязанской области на расстоянии приблизительно 8 км на север-северо-запад по прямой от районного центра города Спас-Клепики.

## История
Возле деревни расположен Шагарский могильник, где в детском захоронении иванобугорской культуры (конец 3-го тыс. до н. э.) была обнаружена древнейшая в лесной полосе России керамическая модель каркасной лодки. Ныне экспонируется в ГИМ.
В 1897 году здесь (тогда деревня Рязанского уезда Рязанской губернии) было учтено 19 дворов.

## Население
Численность населения: 172 человека (1897 год), 24 в 2002 году (русские 92 %), 20 в 2010.